# جایزه پیچیچی

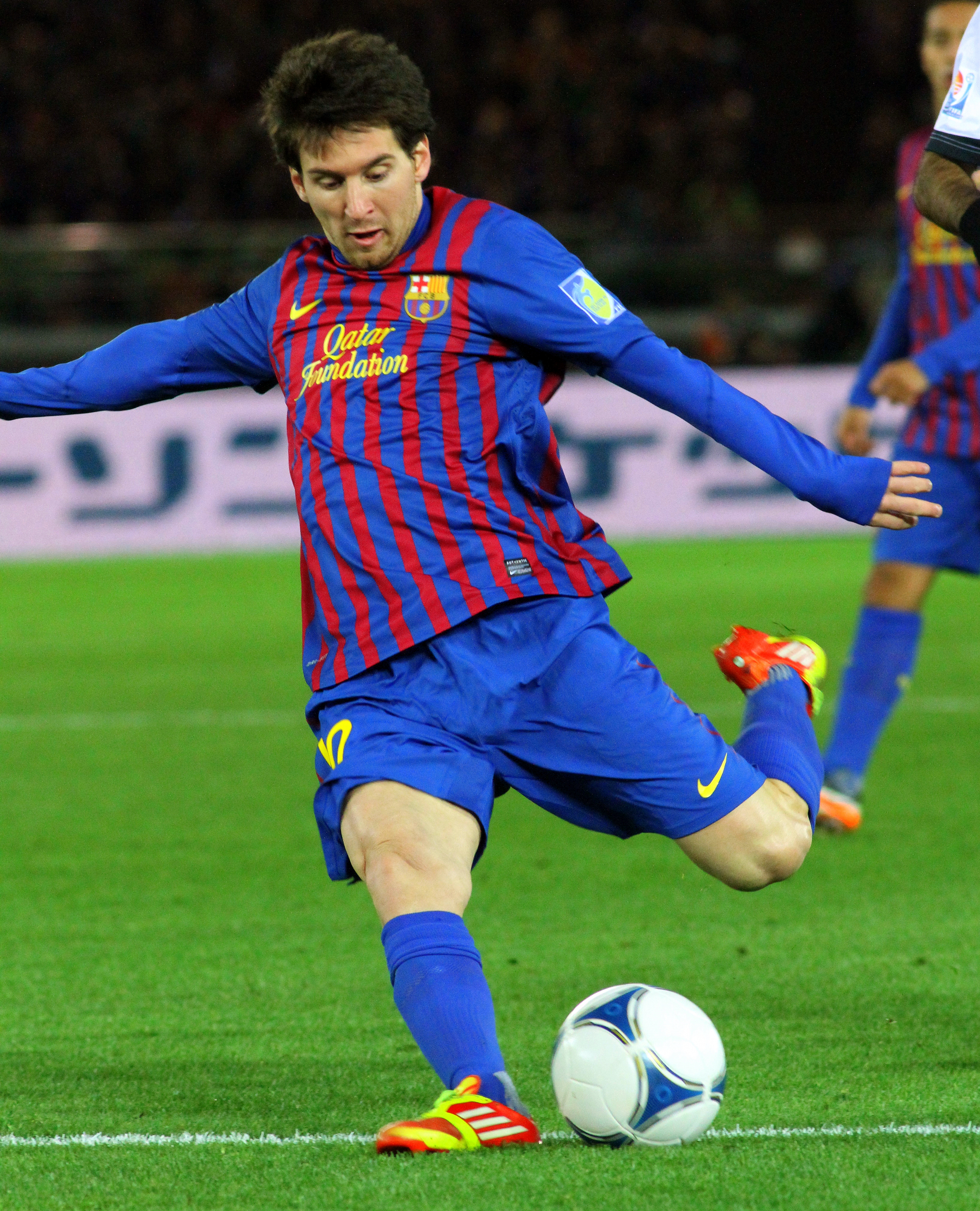
لیونل مسی با ۸ بار فتح این جایزه با اختلاف پر افتخارترین فرد در این جایزه است.

در فوتبال اسپانیا، پیچیچی (به اسپانیایی: Trofeo Pichichi) عنوانی است که هر ساله از طرف روزنامهٔ ورزشی مارکا به بهترین گلزن فصل لالیگا و سگوندا دیویژن اهدا می‌شود. نام این عنوان، از روی نام بازیکن مطرح اتلتیک بیلبائو، رافائل مورنو پیچیچی برداشته شده‌ است.
لیونل مسی با هشت پیچیچی، رکورددارِ دریافت این جایزه است. مسی در فصل ۲۰-۲۰۱۹ رکورد شش پیچیچی تلمو زارا را شکست.
لیونل مسی، آلفردو دی استفانو و هوگو سانچز سه بازیکنی هستند که چهار فصل پیاپی برنده این جایزه شده‌اند.
جایزهٔ مشابهی با نام جایزهٔ ریکاردو زامورا نیز هر ساله به بهترین دروازه‌بان لیگ‌های مختلف داده می‌شود.

## برندگان
راهنما